# Premana
Premana is een gemeente in de Italiaanse provincie Lecco (regio Lombardije) en telt 2285 inwoners (31-12-2004). De oppervlakte bedraagt 33,7 km², de bevolkingsdichtheid is 68 inwoners per km².

## Demografie
Premana telt ongeveer 787 huishoudens. Het aantal inwoners steeg in de periode 1991-2001 met 4,2% volgens cijfers uit de tienjaarlijkse volkstellingen van ISTAT.
| Jaar | Inwoneraantal |
| ---- | ------------- |
| 1991 | 2166          |
| 2001 | 2256          |

## Geografie
Premana grenst aan de volgende gemeenten: Casargo, Delebio (SO), Gerola Alta (SO), Introbio, Pagnona, Pedesina (SO), Primaluna, Rogolo (SO).